# Anthelupt
Anthelupt é uma comuna francesa na região administrativa de Grande Leste, no departamento de Meurthe-et-Moselle. Estende-se por uma área de 7.82 km². Em 2010 a comuna tinha 462 habitantes (densidade: 59,1 hab./km²).